# Paul Motwani
Paul Motwani (Glasgow, 13 juni 1962) is een Schots schaker van Schots/Indische afkomst, met FIDE-rating 2470 in 2017. In juli 2004 had hij een rating van 2552. Hij is, sinds 1992, een grootmeester (GM), hij was de eerste Schot die deze titel behaalde. 
Hij werd geboren  in Glasgow, maar groeide op in Dundee. Op 11-jarige leeftijd leerde hij schaken. Van 1980 tot 1984 studeerde hij wiskunde en natuurkunde aan de University of Dundee. Daarna was hij een aantal jaren wiskunde-docent aan de St Saviour's RC High School in Dundee.  
Sinds 1995 woont hij met zijn vrouw en zoon in België. Hij is onderwijzer en de organisator van de schaakclub op de St. John's International School in Waterloo. 

## Individuele resultaten
Paul Motwani werd in 1978 in Sas van Gent wereldkampioen in de categorie jeugd tot 17 jaar, en behaalde de eerste van zijn zeven overwinningen in het kampioenschap van Schotland. In 1987 werd hij Internationaal Meester (IM). Bij de Schaakolympiades van 1986 en 1988 behaalde hij grootmeestersnormen; hij moest voor 1991 een derde norm behalen om recht te hebben op de titel. Dit lukte niet, maar vervolgens werd de vervaltermijn van 'normen' door de FIDE opgehoogd tot zes jaar. In 1992 behaalde Motwani zijn derde norm en werd hij, als eerste Schot, grootmeester. 
Zeven keer won hij het kampioenschap van Schotland: in 1978 (Edinburgh), in 1986 (Troon; South Ayrshire), in 1987 (Hamilton), in 1992 (Troon), in 1993 (St Andrews, gedeelde winnaar met Colin McNab), in 2002 (Stirling) en in 2003 (Edinburgh, gedeelde winnaar met Ketewan Arachamia-Grant). In 1996 werd hij bij een  IM-toernooi in het Zweedse Timrå tweede, na Holger Grund.
In juli 2005 werd in Aalst het kampioenschap van België bij de heren gespeeld dat door Alexandre Dgebuadze met 7 uit 9 gewonnen werd. Motwani eindigde als tweede met 6.5 punt terwijl Marc Dutreeuw met 5.5 punt op de derde plaats eindigde.

## Schaakteams
Paul Motwani was tussen 1986 en 2004 negen keer lid van het Schotse team voor de Schaakolympiade, waarbij hij steeds een performance rating van minstens 2500 behaalde, en in totaal een score van 58 pt. uit 95 partijen (+33, −12, =50). 

## Schaakverenigingen
In België speelde hij voor schaakvereniging SC Boey Temse en in seizoen 2013/14 voor de Chess Club Anderlecht. In Nederland speelde hij voor  HWP Sas van Gent. Hij speelde ook in de Schotse en in de Franse (voor Club de Reims Echec et Mat) competities voor clubteams. 

## Publicaties
Motwani schrijft regelmatig in  Scottish Chess (het blad van Chess Scotland), The Scotsman (wekelijkse column) en heeft veel andere publicaties op zijn naam. Hij schreef de volgende schaakboeken: 
- Trends in English: e5. Trends Publications, London 1990, ISBN 1-871-54186-7.
- H.O.T. Chess. International Chess Enterprises, Seattle 1997, ISBN 0-7134-7975-2.
- C.O.O.L. Chess. Batsford, London 1997, ISBN 0-7134-7974-4.
- S.T.A.R. Chess. Gambit, 1998, ISBN 1-901983-03-X.
- Chess Under the Microscope: Magnify Your Chess Strength!. Batsford, London 1999, ISBN 0-7134-8390-3.
- The Most Instructive Games of the Young Grandmasters. Everyman Chess, London 1999, ISBN 1-85744-534-1.

## Externe koppelingen
- (en)   Informatie over schaakpartijen van Paul Motwani op ChessGames.com
- (en)   Informatie over schaakpartijen van Paul Motwani op 365chess.com
- (en)  FIDE-ratinggegevens voor Paul Motwani